# Ivan Balažević
Ivan Balažević (Tavankut, 12 srpnja 1949.),Akademski slikar, grafičar,,rođen u Tavankutu kod Subotice.
Do 10. godine živi u Tavankutu a onda mu obitelj seli u Suboticu, u kojoj je i maturirao 1968. godine na  (Građevinsko-tehnološkom školski centar, smjer arhitektura). Bio je član likovne sekcije HKPD Matija Gubec iz Tavankuta. Radi u likovnoj grupi koju vodi Stipan Šabić, likovni pedagog. HKPD Matija Gubec i Stipan Šabić pomogli su mu u pripremama za prijemni ispit za Akademiju.

Diplomirao je u Zagrebu na Akademiji likovnih umjetnosti te stekao zvanje akademski slikar-grafičar u klasi Marijana Detonija. Profesori su mu bili Albert Kinert, Matko Peić, Ferdinand Kulmer, Frano Bače, Ante Kuduz, Marica Meštrović, Ljubo Škrnjug, 
Tijekom studija na akademiji, na trećoj godini, profesor anatomije i akta Ferdinand Kulmer proglašava aktove Ivana Balaževića aktom godine na Akademiji likovnih umjetnosti. Na izložbi studenata Akademije u Galeriji studentskog centra Ivan Balažević dobiva nagradu za grafiku. 
U Subotici je, nakon povratka sa studija u Zagrebu, 1972. godine ostao raditi kao profesor umjetnosti u nekoliko srednjih škola / Gimnazija, Ekonomska škola GTŠC /, a surađivao je i s Narodnim kazalištem i tvornicom čokolade  Pionir, kojima je dizajnirao plakate i ambalažu te sa Subotičkim novinama, omladinskim listom Sada te mjesečnikom za kulturu Rukovet. Godine 1973. je regrutiran i odlazi na odsluženje vojnog roka. Tijekom odsluženja vojnog roka rodio mu se sin Matija u studenom 1973. godine.

1974. godine napušta Suboticu gdje je u zgradi Likovnog susreta dobio atelier na trajno korištenje i odlazi u Hrvatsku, u Novi Vinodolski. Zapošljava se u Rijeci u robnoj kući RI kao šef službe reklame i propagande. Nakon 6  godina preuzima Kazalište lutaka Rijeka kao direktor i umjetnički voditelj. Godine 1985 prelazi u trajni status slobodnog umjetnika vođen željom da se u životu isključivo bavi likovnošću u svim njenim pojavnostima. To mu i uspijeva sve do danas. Godine 1991. rodila mu se kćer Ivana u Rijeci. 
Cijelo se vrijeme, do danas, bavi slikarstvom, grafikom, računalnom grafikom, designom i grafičkim designom, kazališnom i lutkarskom scenografijom, ilustracijom te kreacijom interijera.
Član je ULUPUH-a, HZSU-a i HDLUR-a.

## Djela
Djela su mu bila na brojnim izložbama, 120 samostalnih i preko 200 zajedničkih, kako u Hrvatskoj, tako i u inozemstvu. Za svoja djela je dobio 24 nagrade (Nagrada Novog Vinodolskog, Nagrada Grada Rijeke...).
Slika različitim tehnikama i koristit se raznim medijima u izradi svojih djela, a stilski pripada modernim, apstraktnim stilovima.
Njegovi poznatiji heraldičkarski radovi su znak HKPD Matija Gubec iz Tavankuta, logotip Hrvatske udruge karnevalista, za grb i zastavu Općine Vinodolske, Grada Senja.
Od njegovih poznatijih djela u području ilustracije je njegovo ilustriranje knjige bačkog hrvatskog pjesnika Vojislava Sekelja "Rič fali". U toj se knjizi treći put pojavljuju zajedno ("ti slikom, ja pismom"), svojim stvarateljstvom utemeljujući  "kontinuitet postojanja bunjevačkih Hrvata u Bačkoj".
Kao scenograf i lutkar je surađivao sa Kazalištem lutaka u Rijeci.
O njegovom radu su snimljena i tri kratka TV-filma ("Ja lutkar - Ivan Balažević" iz 1992.)